# 25 Years - The Chain
25 Years - The Chain es la primera caja recopilatoria de la banda británica de rock Fleetwood Mac, publicado en 1992 a través de Warner Bros. Records. Cuenta con cuatro discos que recorren toda la carrera hasta ese momento, desde su fundación en 1967 hasta 1991, que incluyen versiones en vivo, remixes y nuevas canciones, como también una versión alternativa del sencillo «Tusk». Cabe señalar que contiene el tema «Silver Springs», que fue grabada durante las sesiones de Rumours de 1977 pero fue retirada de la lista a última hora.
Alcanzó el puesto 9 en los UK Albums Chart y fue certificado con disco de plata por la British Phonographic Industry en 2012. También obtuvo el primer puesto en las listas musicales de Nueva Zelanda. Para promocionarlo fueron lanzados dos nuevos temas como sencillos; «Paper Doll» y «Love Shines» que lograron situarse en algunas listas mundiales.
En el mismo año fue lanzada una versión comprimida de solo dos discos, que incluye los mejores éxitos y que fue titulada bajo el mismo nombre.

## Lista de canciones

### Disco uno
| N.º | Título                                    | Escritor(es)                   | Duración |  |
| 1.  | «Paper Doll» (nueva canción)              | Nicks, Vito, Joh Herron        | 3:56     |  |
| 2.  | «Love Shines»                             | C. McVie, Quintela             | 4:48     |  |
| 3.  | «Stand Back» (en vivo)                    | Nicks                          | 5:00     |  |
| 4.  | «Crystal»                                 | Nicks                          | 5:09     |  |
| 5.  | «Isn't it Midnight» (versión alternativa) | C. McVie, Quintela, Buckingham | 4:02     |  |
| 6.  | «Big Love»                                | Buckingham                     | 3:39     |  |
| 7.  | «Everywhere»                              | C. McVie                       | 3:43     |  |
| 8.  | «Affairs of the Heart»                    | Nicks                          | 4:20     |  |
| 9.  | «Heart of Stone» (nueva canción)          | C. McVie, Quintela             | 4:39     |  |
| 10. | «Sara»                                    | Nicks                          | 6:26     |  |
| 11. | «That's All for Everyone»                 | Buckingham                     | 3:02     |  |
| 12. | «Over My Head»                            | C. McVie                       | 3:34     |  |
| 13. | «Little Lies»                             | C. McVie, Quintela             | 3:38     |  |
| 14. | «Eyes of the World»                       | Buckingham                     | 3:42     |  |
| 15. | «Oh Diane»                                | Buckingham, Richard Dashut     | 2:33     |  |
| 16. | «In the Back of My Mind»                  | Burnette, David Malloy         | 7:00     |  |
| 17. | «Make Me a Mask» (nueva canción)          | Buckingham                     | 4:02     |  |

### Disco dos
| N.º | Título                                   | Escritor(es)                                     | Duración |  |
| 1.  | «Save Me»                                | C. McVie, Quintela                               | 4:14     |  |
| 2.  | «Goodbye Angel» (nueva canción)          | Buckingham                                       | 3:06     |  |
| 3.  | «Silver Springs»                         | Nicks                                            | 4:29     |  |
| 4.  | «What Makes You Think You're the One»    | Buckingham                                       | 3:30     |  |
| 5.  | «Think About Me»                         | C. McVie                                         | 2:40     |  |
| 6.  | «Gypsy» (versión alternativa)            | Nicks                                            | 5:21     |  |
| 7.  | «You Make Loving Fun»                    | C. McVie                                         | 3:30     |  |
| 8.  | «Second Hand News» (versión alternativa) | Buckingham                                       | 2:50     |  |
| 9.  | «Love in Store» (versión alternativa)    | C. McVie, Jim Recor                              | 3:24     |  |
| 10. | «The Chain» (versión alternativa)        | Buckingham, Fleetwood, Nicks, C. McVie, J. McVie | 4:20     |  |
| 11. | «Teen Beat» (nueva canción)              | Buckingham, Dashut                               | 2:43     |  |
| 12. | «Dreams» (versión alternativa)           | Nicks                                            | 4:14     |  |
| 13. | «Only Over You»                          | C. McVie                                         | 4:05     |  |
| 14. | «I'm So Afraid» (en vivo)                | Buckingham                                       | 7:27     |  |
| 15. | «Love is Dangerous»                      | Vito                                             | 3:16     |  |
| 16. | «Gold Dust Woman» (versión alternativa)  | Nicks                                            | 5:00     |  |
| 17. | «Not That Funny» (en vivo)               | Buckingham                                       | 7:56     |  |

### Disco tres
| N.º | Título                                  | Escritor(es) | Duración |  |
| 1.  | «Warm Ways»                             | C. McVie     | 3:50     |  |
| 2.  | «Say You Love Me» (versión sencillo)    | C. McVie     | 3:45     |  |
| 3.  | «Don't Stop»                            | C. McVie     | 3:11     |  |
| 4.  | «Rhiannon»                              | Nicks        | 4:09     |  |
| 5.  | «Walk a Thin Line»                      | Buckingham   | 3:44     |  |
| 6.  | «Storms»                                | Nicks        | 5:27     |  |
| 7.  | «Go Your Own Way»                       | Buckingham   | 3:39     |  |
| 8.  | «Sisters of the Moon»                   | Nicks        | 4:37     |  |
| 9.  | «Monday Morning» (en vivo)              | Buckingham   | 3:35     |  |
| 10. | «Landslide»                             | Nicks        | 3:16     |  |
| 11. | «Hypnotized»                            | Welch        | 4:47     |  |
| 12. | «Lay It All Down» (versión alternativa) | Welch        | 4:34     |  |
| 13. | «Angel» (versión alternativa)           | Nicks        | 4:52     |  |
| 14. | «Beautiful Child» (versión alternativa) | Nicks        | 5:18     |  |
| 15. | «Brown Eyes»                            | C. McVie     | 4:56     |  |
| 16. | «Save Me a Place»                       | Buckingham   | 2:39     |  |
| 17. | «Tusk» (versión USC)                    | Buckingham   | 3:12     |  |
| 18. | «Never Going Back Again»                | Buckingham   | 2:02     |  |
| 19. | «Songbird»                              | C. McVie     | 3:17     |  |

### Disco cuatro
| N.º | Título                                                         | Escritor(es)               | Duración |  |
| 1.  | «I Believe My Time Ain't Long»                                 | Spencer                    | 2:51     |  |
| 2.  | «Need Your Love So Bad»                                        | Mertis John Jr.            | 3:53     |  |
| 3.  | «Rattlesnake Shake»                                            | Green                      | 3:29     |  |
| 4.  | «Oh Well, Part 1» (versión original)                           | Green                      | 3:29     |  |
| 5.  | «Stop Messin' Round»                                           | Green, C.G. Adams          | 2:19     |  |
| 6.  | «The Green Manalishi»                                          | Green                      | 4:36     |  |
| 7.  | «Albatross»                                                    | Green                      | 3:11     |  |
| 8.  | «Man of the World»                                             | Green                      | 2:51     |  |
| 9.  | «Love That Burns»                                              | Green, Adams               | 5:00     |  |
| 10. | «Black Magic Woman»                                            | Green                      | 2:54     |  |
| 11. | «Watch Out»                                                    | Green                      | 4:12     |  |
| 12. | «String-A-Long» (extraído del álbum solista de Jeremy Spencer) | Jimmy Duncan, Robert Doyle | 2:16     |  |
| 13. | «Station Man»                                                  | Kirwan, Spencer, J. McVie  | 5:41     |  |
| 14. | «Did You Ever Love Me»                                         | C. McVie, Welch            | 3:40     |  |
| 15. | «Sentimental Lady»                                             | Welch                      | 4:32     |  |
| 16. | «Come a Little Bit Closer»                                     | C. McVie                   | 4:48     |  |
| 17. | «Heroes Are Hard to Find»                                      | C. McVie                   | 3:34     |  |
| 18. | «Trinity»                                                      | Kirwan                     | 4:07     |  |
| 19. | «Why»                                                          | C. McVie                   | 4:55     |  |